# AMD Dragon
AMD Dragon es una plataforma enfocada a gamers, diseñada por AMD para ser usada con su familia de procesadores Phenom II X4. El objetivo de esta plataforma es de ofrecer un sistema de alto rendimiento para videojuegos de computadora.
Los procesadores usados en esta plataforma tienen 3 niveles de memoria caché con 6 megabytes y soporte para memoria DDR3. Según AMD, la plataforma Dragon tiene un 20% más de rendimiento sobre sus predecesoras.[cita requerida]
Las primeras versiones fueron diseñadas para tarjetas madre con el socket AM2+, el cual tiene soporte para memorias DDR2, pero el socket AM3 usado para los modelos de última generación permite usar memoria DDR3.
Un sistema que cumpla con la especificación de la plataforma tiene un procesador II X4 y tarjeta madre con un chipset AMD 700, junto a una tarjeta gráfica ATI Radeon HD 4800.